# 林了
林 了（はやし りょう、1908年〈明治41年〉3月9日 – 1953年〈昭和28年〉12月20日）は、昭和期の歯科医師、政治家。参議院議員（1期）、日本大学歯学部教授。医学博士。

## 経歴
福井県福井市生まれ。1929年（昭和4年）日本大学歯科医学校（現日本大学歯学部）を卒業。同年、歯科医院を開業。1932年（昭和7年）日大歯科医学校附属医院に勤務。以後、城西病院歯科部長、日大歯科医学校長、日大歯学部教授を歴任。
その他、日本歯科医師会理事、同事務局長、同常務理事、同税制対策委員長、日本歯科医師政治連盟（現日本歯科医師連盟）理事長、臨時診療報酬調査会委員、臨時医療保険審議会委員、社会保険診療報酬支払基金理事、軽井沢会理事長、軽井沢国際観光協会顧問、八欧無線（株）顧問などを務めた。
1950年（昭和25年）6月の第2回参議院議員通常選挙に全国区から緑風会公認で出馬したが落選。1953年（昭和28年）4月の第3回通常選挙に全国区から出馬して当選し、参議院議員に1期在任した。この間、参議院厚生委員、同懲罰委員、同風水害緊急対策特別委員、同中共地域からの帰還者援護に関する特別委員などを務めた。議員在任中の1953年12月に狭心症のため急逝した。死没日をもって従六位に叙される。